# تاريخ جهان آرا
تاريخ جهان آرا هو تاريخ عالمي فارسي ألفه الكاتب والمؤرخ الصفوي أحمد الغفاري قزويني في عام 1563/64. وقد أهداه إلى الشاه الصفوي طهماسب الأول (حكم. 1524–1576).
إن كتاب تاريخ جهان آرا كتاب مهم، كما يتضح من النسخ العديدة الباقية. وقد ورد أنه قد تمت ترجمته إلى اللغة التركية العثمانية. العمل منظم، مستوحى من حبيب السير، وبدلًا من التفاصيل الفنية أو الشعرية، فإنه يعطي الأولوية للأحداث العسكرية.